# Maison Déodat Roché
Pour les articles homonymes, voir Roché.
La maison Déodat Roché est un musée du catharisme ouvert en 1996 dans la maison natale du philosophe à Arques, dans le sud du département français de l'Aude.

## Description
Un des plus grands historiens du catharisme, Déodat Roché est né le 13 décembre 1877 dans le village d'Arques, où il est mort le 12 janvier 1978. Sa maison natale, léguée à la mairie, abrite aujourd'hui une exposition permanente sur le catharisme.
Cette exposition est organisée autour de quatre thèmes :
- l'approche historique,
- l'approche spirituelle,
- l'approche politique,
- l'approche de la vie quotidienne des cathares.

Le premier étage de la maison permet de découvrir la vie de Déodat Roché au travers d'un livre sonore.
La maison se visite tous les jours d'avril à octobre.